# Aegiphila anomala
Aegiphila anomala là một loài thực vật có hoa trong họ Hoa môi. Loài này được Pittier mô tả khoa học đầu tiên năm 1909.